# Círculo de Lectores
El Círculo de Lectores fue un club de lectura en España creado en 1962, perteneciente al Grupo Planeta desde 2014. A finales de la década de 1990 la compañía llegó a tener más de un millón y medio de socios que recibían puntualmente el catálogo de novedades; en 2010 contaba con una red de más de 5000 agentes repartidos por toda España.
Su colección Obras Completas de Círculo de Lectores es referencia de la literatura España, comparable en castellano a la colección francesa de La Pléiade. Planeta adquirió en 2010 al grupo alemán Bertelsmann, propietario de Círculo de Lectores, el 50 % de la sociedad y en 2014 se hizo con el control total de esta. En 1990 se creó la subdivisión Cercle de Lectors para el mercado catalán y en 1994, Círculo del Arte, para la difusión de obra gráfica contemporánea. Durante ese mismo año se fundó también la editorial Galaxia Gutenberg, para dar salida al mercado general a las ediciones editadas en exclusiva por Círculo. El 7 de noviembre de 2019, Planeta anunció el cierre de su red comercial, su página web y todos sus canales de venta. Los ejemplares que no estaban en la Biblioteca Nacional se entregaron como donación.